# 6th Airborne Division
6th Airborne Division var en brittisk flygburen division under andra världskriget.

## Befälhavare
Divisionens befälhavare:
- Major-General Richard Gale: Maj 1943-December 1944
- Major-General Eric Bols: December 1944-1946
- Major-General James Cassels: Mars-December 1946
- Major-General Eric Bols: December 1946-Augusti 1947
- Major-General Hugh Stockwell: Augusti 1947-April 1948